# Harreslev danske kirke

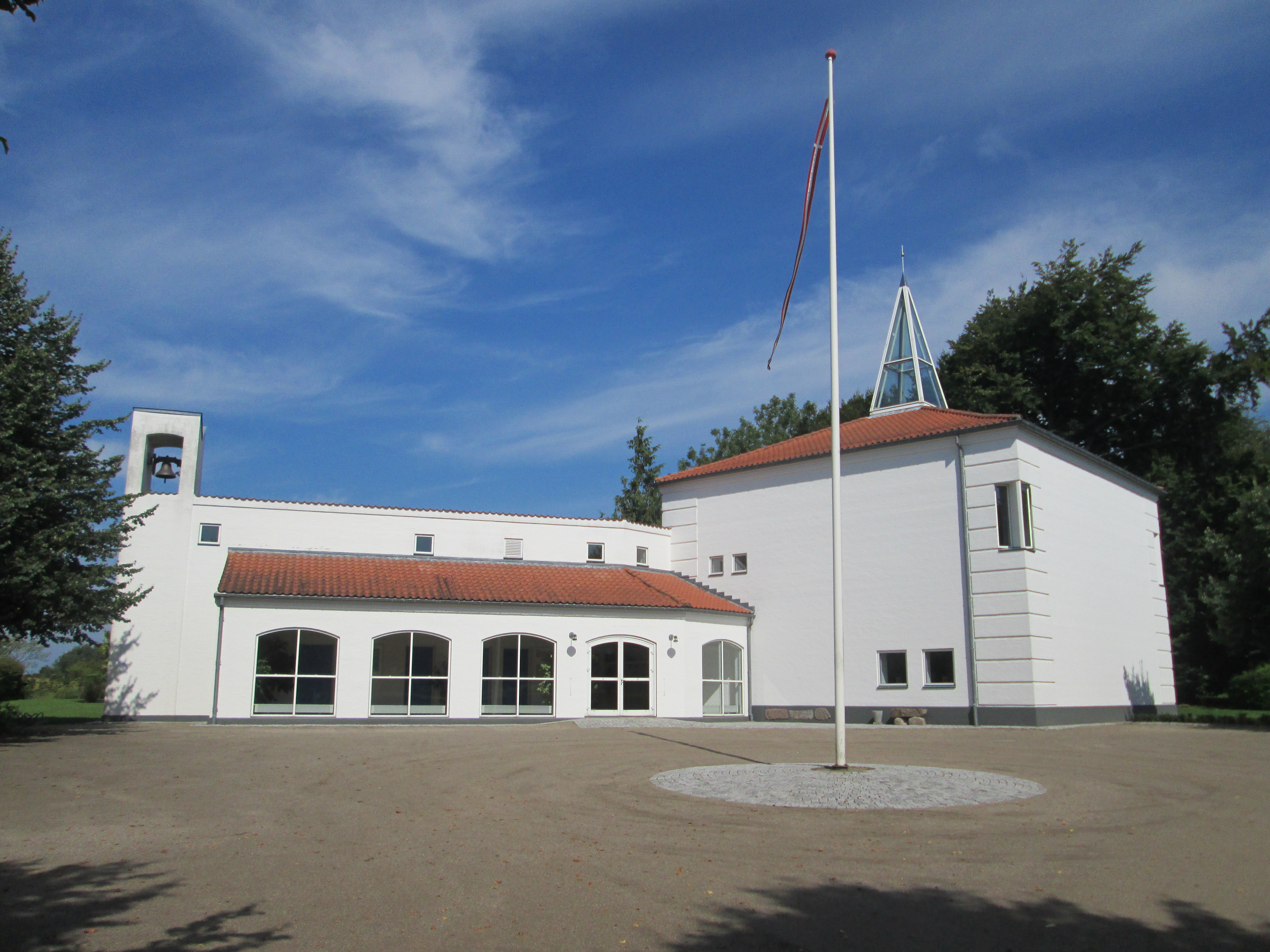
Harreslev danske kirke

Die Harreslev danske kirke (zu deutsch: Dänische Kirche Harrislee) ist ein Kirchengebäude der evangelisch-lutherischen Dänischen Kirche in Südschleswig (dänisch Dansk Kirke i Sydslesvig) in der Ortschaft Harrislee (Harreslev)  bei Flensburg.

## Gebäude
Die Kirche ist relativ jung und wurde erst 1994 eingeweiht. Sie wurde beim ursprünglichen Dorfkern von Harrislee, im Bereich zwischen der Westerstraße, dem Petersilienweg und der Straße Achter de Möhl errichtet. Beim neuen Zentrum der Gemeinde stehen die älteste Kirche Harrislees, die evangelisch-lutherische Versöhnungskirche, sowie die ebenfalls ältere römisch-katholische Kirche St. Anna.
Hinter dem Bau der dänischen Kirche standen die dänischen Architekten Finn Schmidt und Finn Aaskov aus Aabenraa. Das Gebäude zeichnet sich durch helle Farben und eine funktionale Formsprache aus. Das Gebäude umfasst sowohl den Kirchenraum als auch weitere Gemeinderäume. Statt eines Kirchturms verfügt das Gebäude über einen Glockengiebel. Das Kircheninnere wurde von Thorkild Have gestaltet. Über einen gläsernen Dachreiter sowie mehrere Seitenöffnungen wirkt der Kirchenraum hell und klar. Zentral angeordnet sind der Altar und die ihn umgebende Altarschranke (alterskranke). Der Altar besteht wie auch die Kanzel und das Taufbecken aus massiver Eiche. Um den Altar befinden sich drei Gemälde des Künstlers Martin Quist, die die drei Lebensphasen Jesu vor, während und nach der Kreuzigung zeigen. Die Orgel stammt von einer befreundeten Gemeinde in Ans bei Silkeborg. Das aufgehängte Kirchenschiff ist ein Modell des historischen Schiffes Norske Løve. Der Raum ist für etwa 80 Besucher ausgelegt, kann jedoch über die Einbeziehung eines Nebenraumes erweitert werden.

## Gemeinde
Bereits seit 1921 fanden in Harrislee wieder dänische Gottesdienste statt. Seit 1952 besitzt die Gemeinde einen eigenen Pastor. Das Pastorat umfasst neben der dänischen Gemeinde in Harrislee auch eine im benachbarten Handewitt (Hanved danske menighed).
Die Gemeinde ist Teil der Dänischen Kirche in Südschleswig. Diese ist ein Verbund von mehreren dänischen evangelisch-lutherischen Gemeinden in Südschleswig und leistet die kirchliche Arbeit für die dänischen Südschleswiger. Die Gemeinden in Südschleswig unterstehen organisatorisch dem Stift Haderslev.